# Алекс Реміро
Алеха́ндро Ремі́ро Гарга́льйо (ісп. Alejandro Remiro Gargallo), відомий просто як Алекс Ремі́ро (ісп. Álex Remiro, нар. 24 березня 1995, Касканте) — іспанський футболіст, воротар клубу «Реал Сосьєдад»  і збірної Іспанії.

## Клубна кар'єра
Народився 24 березня 1995 року в місті Касканте. Вихованець футбольної школи клубу «Атлетік Більбао». З 2013 року грав за третю команду клубу, а з наступного року був переведений до його другої команди, де був основним голкіпером протягом двох років.
З 2015 року почав включатися до складу основної команди «Атлетік Більбао», утім лише як резервний воротар. Протягом сезону 2016/17 віддавався в оренду до  «Леванте», згодом протягом 2017–2018 років був основним воротарем в «Уесці», де також грав на правах оренди.
Влітку 2019 року перейшов до клубу «Реал Сосьєдад», з яким узгодив чотирирічний контракт.

## Виступи за збірну
2013 року дебютував у складі юнацької збірної Іспанії (U-19), ворота якої захищав у п'яти іграх.
10 листопада 2023 року вперше викликаний до збірної Іспанії головним тренером Луїсом де ла Фуенте для участі в матчах відбіркового турніру до чемпіонату Європи 2024 проти збірних Кіпру і Грузії. 22 березня 2024 року дебютував за збірну Іспанії в товариському матчі проти збірної Колумбії, замінивши в другому таймі Давіда Раю. Стам 14-им гравцем збірної, що дебютував під керівництвом Луїса де ла Фуенте.

## Титули і досягнення
- Володар Кубка Іспанії (1):

«Реал Сосьєдад»: 2019-20
Збірна Іспанії
- Чемпіон Європи: 2024[5]